# 1960년 동계 올림픽 바이애슬론
1960년 동계 올림픽 바이애슬론 경기는 1960년 2월 21일에 미국 스쿼밸리에서 열렸다. 바이애슬론은 이 대회에서 올림픽 정식 종목으로 처음 채택되었다.

## 메달 집계
| 순위 | 국가         | 금메달 | 은메달 | 동메달 | 합계 |
| ---- | ------------ | ------ | ------ | ------ | ---- |
| 1    | 스웨덴 (SWE) | 1      | 0      | 0      | 1    |
| 2    | 핀란드 (FIN) | 0      | 1      | 0      | 1    |
| 3    | 소련 (URS)   | 0      | 0      | 1      | 1    |

## 참가국
총 9개의 국가가 스쿼밸리 동계 올림픽 바이애슬론 본선에 진출했다.
| - 핀란드 (4) - 프랑스 (4) - 영국 (2) | - 독일 연합 (4) - 헝가리 (1) - 노르웨이 (3) | - 스웨덴 (4) - 소련 (4) - 미국 (4) |